# Justicia tenuis
Justicia tenuis är en akantusväxtart som beskrevs av Merrill. Justicia tenuis ingår i släktet Justicia och familjen akantusväxter. Inga underarter finns listade i Catalogue of Life.